# Заходцы (Серёдкинская волость)
Заходцы — деревня в Псковском районе Псковской области. Входит в состав Серёдкинской волости.
Расположена у побережья реки Пскова, в 73 километрах по дорогам к северо-востоку от Пскова и в 11 км к востоку от деревни Гверздонь.
| 2001 | 2002 | 2010 |
| ---- | ---- | ---- |
| 0    | →0   | →0   |

## История
До 1 января 2010 года деревня входила в состав ныне упразднённой Гверздонской волости.

## Топографические карты
- Лист карты O-35-XVII Новоселье. Масштаб: 1 : 200 000. Издание 1980 г.